# Cazaux-d’Anglès
Cazaux-d’Anglès – miejscowość i gmina we Francji, w regionie Oksytania, w departamencie Gers.
Według danych na rok 1990 gminę zamieszkiwało 120 osób, a gęstość zaludnienia wynosiła 10 osób/km² (wśród 3020 gmin regionu Midi-Pyrénées Cazaux-d’Anglès plasuje się na 943. miejscu pod względem liczby ludności, natomiast pod względem powierzchni na miejscu 951.).